# Loweia pallidepicta
Loweia pallidepicta är en fjärilsart som beskrevs av Ruggero Verity 1934. Loweia pallidepicta ingår i släktet Loweia och familjen juvelvingar. Inga underarter finns listade i Catalogue of Life.